# ناحیه رادنی
ناحیه رادنی (به لاتین: Rodney District) یک منطقهٔ مسکونی در نیوزیلند است که در جزیره شمالی واقع شده‌است.